# Dallas Cowboys 2020
La stagione 2020 dei Dallas Cowboys è stata la 61ª della franchigia nella National Football League e la prima con Mike McCarthy come capo-allenatore. La squadra peggiorò il record di 8–8 della stagione precedente dopo una sconfitta nel Giorno del Ringraziamento contro il Washington Football Team. La settimana successiva i Cowboys furono sconfitti dai Baltimore Ravens assicurandosi la prima stagione con un record negativo dal 2015. Ciò fu causato dagli infortuni a diversi giocatori chiave, incluso il quarterback Dak Prescott nella settimana 5 che fece collassare l'attacco. Con una sconfitta contro i New York Giants nell'ultimo turno la squadra mancò la qualificazione ai playoff per il secondo anno consecutivo.

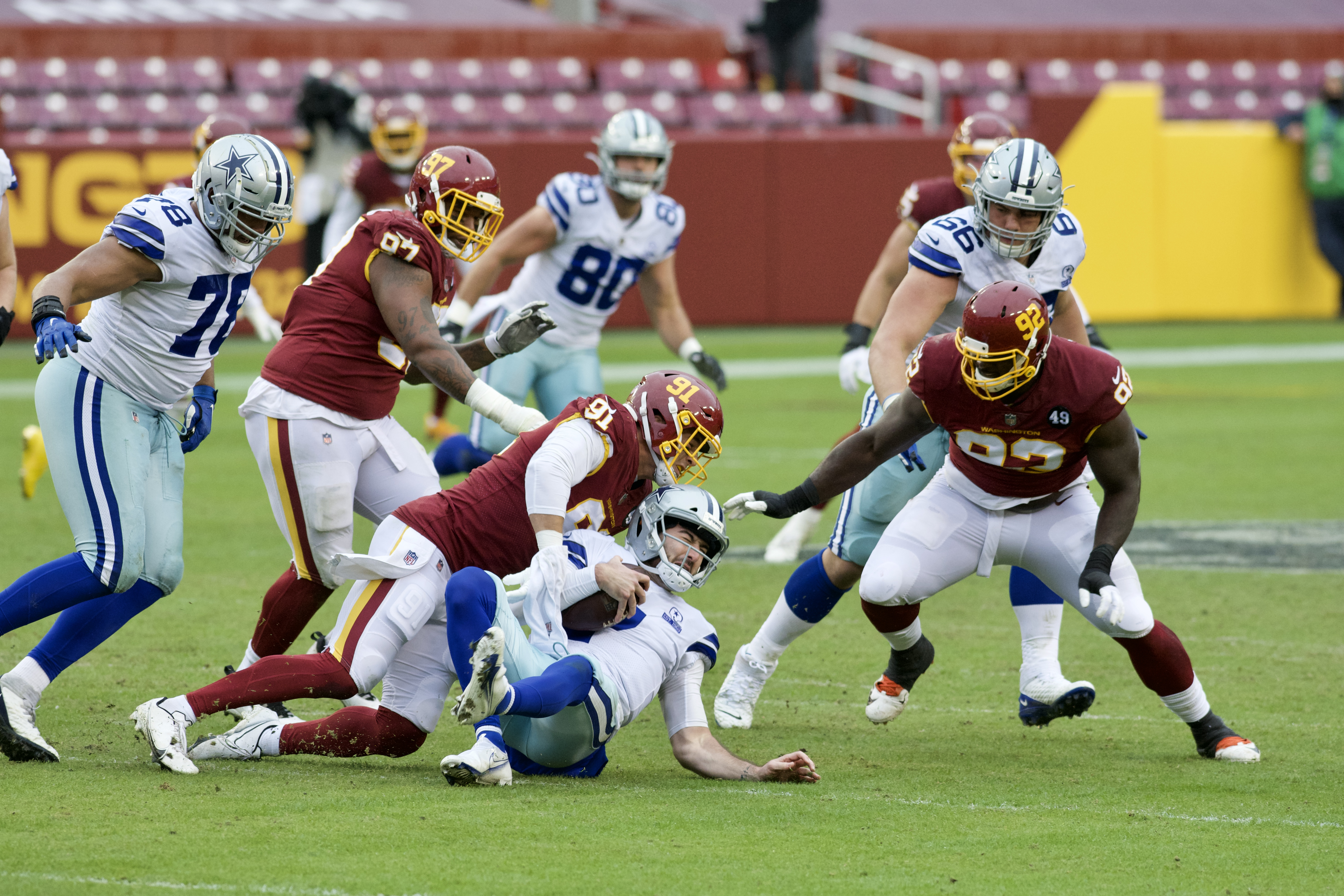
La partita della settimana 7 contro Washington

## Scelte nel Draft 2020
| Scelte dei Cowboys nel Draft 2020 |        |                    |       |               |
| Giro                              | Scelta | Giocatore          | Ruolo | College       |
| 1                                 | 17     | CeeDee Lamb        | WR    | Oklahoma      |
| 2                                 | 51     | Trevon Diggs       | CB    | Alabama       |
| 3                                 | 82     | Neville Gallimore  | DT    | Oklahoma      |
| 4                                 | 123    | Reggie Robinson II | CB    | Tulsa         |
| 5                                 | 164    | Tyler Biadasz      | C     | Wisconsin     |
| 5                                 | 179    | Bradlee Anae       | DE    | Utah          |
| 7                                 | 231    | Ben DiNucci        | QB    | James Madison |

## Staff
| Staff dei Dallas Cowboys nel 2020 |
| --- |
| Organi dirigenziali - Proprietario/Presidente/General manager – Jerry Jones - Direttore operativo/Vicepresidente esecutivo/Direttore dell'organico giocatori – Sthephen Jones - Direttore operativo senior – Todd Williams - Direttore del salary cap & contratti con i giocatori – Adam Prasifka - Vice presidente del personale dei giocatori – Will McClay - Direttore degli osservatori del college – Lionel Vital - Direttore degli osservatori dei professionisti – Alex Loomis - Assistente dir. osservatori del college – Chris Hall Capo allenatore - Mike McCarthy - Assistente c.a. – Rob Davis Altri allenatori - Preparatore atletico – Markus Paul - Assistente p.a. – Harold Nash Jr Allenatori dell'attacco - Coordinatore offensivo – Kellen Moore - Quarterback – Doug Nussmeier - Running back – Skip Peete - Wide receiver – Adam Henry - Tight end – Lunda Wells - Offensive line – Joe Philbin - Assistente offensive line – Jeff Blasko Allenatori della difesa - Coordinatore difensivo – Mike Nolan - Defensive line – Jim Tomsula - Assistente defensive line – Leon Lett - Linebacker – Scott McCurley - Defensive back – Al Harris - Defensive back – Maurice Linguist - Assistente senior – George Edwards Allenatori dello special team - Coordinatore dello special team – John Fassel - Assistente special team – Matt Daniels - Assistente – Scott Tolzien |

## Roster
| Roster dei Dallas Cowboys nel 2020 |
| --- |
| Quarterback - 14 Andy Dalton - 7 Ben DiNucci - 4 Dak Prescott Running Back - 34 Rico Dowdle - 21 Ezekiel Elliott - 20 Tony Pollard Wide Receiver - 85 Noah Brown - 19 Amari Cooper - 13 Michael Gallup - 88 CeeDee Lamb - 17 Malik Turner - 11 Cedrick Wilson Jr. Tight End - 80 Blake Bell FB - 89 Blake Jarwin - 84 Sean McKeon - 86 Dalton Schultz FB Offensive Linemen - 63 Tyler Biadasz C - 75 Cameron Erving T - 69 Brandon Knight G/T - 73 Joe Looney C/G - 70 Zack Martin G - 66 Connor McGovern G - 77 Tyron Smith T - 78 Terence Steele T - 52 Connor Williams G Defensive Linemen - 56 Bradlee Anae DE - 92 Dorance Armstrong DE - 98 Tyrone Crawford DE/DT - 96 Neville Gallimore DT - 97 Everson Griffen DE - 72 Trysten Hill DT - 90 Demarcus Lawrence DE - 95 Dontari Poe DT - 58 Aldon Smith DE - 99 Antwaun Woods DT Linebacker - 57 Luke Gifford MLB/OLB - 59 Justin March OLB/MLB - 54 Jaylon Smith OLB - 48 Joe Thomas OLB/MLB - 55 Leighton Vander Esch MLB Defensive Back - 24 Chidobe Awuzie CB - 30 Anthony Brown CB - 27 Trevon Diggs CB - 29 C.J. Goodwin CB - 26 Jourdan Lewis CB - 41 Reggie Robinson FS/CB - 23 Darian Thompson SS/FS - 37 Donovan Wilson SS/FS - 25 Xavier Woods FS - 28 Daryl Worley CB/S Special Team - 6 Chris Jones P - 91 L.P. Ladouceur LS - 2 Greg Zuerlein K Lista delle riserve - 83 Ventell Bryant WR (IR) - -- Maurice Canady CB (Opt-out) - 71 La'el Collins T (IR) - 94 Randy Gregory DE (Exempt) - -- Stephen Guidry WR (Opt-out) - 65 Mitch Hyatt T (IR) - 43 Azur Kamara OLB/DE (IR) - 50 Sean Lee OLB (IR) - 49 Jamize Olawale FB (Opt-out) Squadra di allenamento - 60 Isaac Alarcón T - 44 Francis Bernard MLB/OLB - 33 Deante Burton CB - 39 Brandon Carr SS/CB - 51 Ron'Dell Carter DE/DT - 79 Justin Hamilton DT - 76 Ladarius Hamilton DE - 62 Marcus Henry C - 87 Cole Hikutini TE - 81 Jon'Vea Johnson WR - 35 Luther Kirk SS - -- Elijah McGuire RB - 45 Sewo Olonilua FB - 18 Aaron Parker WR - -- Eric Smith T - 32 Saivion Smith FS/CB - 31 Chris Westry CB/FS 53 attivi, 9 inattivi, 16 nella squadra di allenamento |
| Legenda - I rookie sono in corsivo. - Il primo ruolo è il principale mentre gli eventuali successivi indicano i ruoli secondari. - (IR) sta per Injured Reserve ed indica la lista ristretta per un solo giocatore infortunato che può tornare ad allenarsi dopo la settimana 6 e a rientrare in prima squadra dopo che questa ha giocato 8 partite. - (NF-Inj.) / (NF-Ill.) stanno rispettivamente per Non-Football Injured e Non-Football Illness ed indicano le liste dove viene inserito un giocatore che ha un infortunio o una malattia non dipendente dal football americano. - (PUP) sta per Physically Unable to Perform ed indica la lista dove viene inserito un giocatore mentre è in attesa di recuperare la condizione fisica. Nella stagione regolare dopo la sesta partita giocata dalla propria squadra, il giocatore ha tempo tre settimane per riprendere ad allenarsi, più tre settimane aggiuntive dal suo rientro agli allenamenti per rientrare in prima squadra. |

## Calendario

### Pre-stagione
Il calendario della fase prestagionale è stato annunciato il 7 maggio 2020. Tuttavia, il 27 luglio 2020, il commissioner della NFL Roger Goodell ha annunciato la cancellazione totale della pre-stagione, a causa della pandemia di Covid-19.

### Stagione regolare
| Stagione regolare |                    |                             |                    |                    |                         |                    |
| Turno             | Data               | Avversario                  | Risultato          | Record             | Stadio                  | Sintesi            |
| 1                 | 13 settembre       | at Los Angeles Rams         | S 17–20            | 0–1                | SoFi Stadium            | Recap              |
| 2                 | 20 settembre       | Atlanta Falcons             | V 40–39            | 1–1                | AT&T Stadium            | Recap              |
| 3                 | 27 settembre       | at Seattle Seahawks         | S 31–38            | 1–2                | CenturyLink Field       | Recap              |
| 4                 | 4 ottobre          | Cleveland Browns            | S 38–49            | 1–3                | AT&T Stadium            | Recap              |
| 5                 | 11 ottobre         | New York Giants             | V 37–34            | 2–3                | AT&T Stadium            | Recap              |
| 6                 | 19 ottobre         | Arizona Cardinals           | S 10–38            | 2–4                | AT&T Stadium            | Recap              |
| 7                 | 25 ottobre         | at Washington Football Team | S 3–25             | 2–5                | FedExField              | Recap              |
| 8                 | 1 novembre         | at Philadelphia Eagles      | S 9–23             | 2–6                | Lincoln Financial Field | Recap              |
| 9                 | 8 novembre         | Pittsburgh Steelers         | S 19–24            | 2–7                | AT&T Stadium            | Recap              |
| 10                | Settimana di pausa | Settimana di pausa          | Settimana di pausa | Settimana di pausa | Settimana di pausa      | Settimana di pausa |
| 11                | 22 novembre        | at Minnesota Vikings        | V 31–28            | 3–7                | U.S. Bank Stadium       | Recap              |
| 12                | 26 novembre        | Washington Football Team    | S 16–41            | 3–8                | AT&T Stadium            | Recap              |
| 13                | 8 dicembre         | at Baltimore Ravens         | S 17–34            | 3–9                | M&T Bank Stadium        | Recap              |
| 14                | 13 dicembre        | at Cincinnati Bengals       | V 30–7             | 4–9                | Paul Brown Stadium      | Recap              |
| 15                | 20 dicembre        | San Francisco 49ers         | V 41–33            | 5–9                | AT&T Stadium            | Recap              |
| 16                | 27 dicembre        | Philadelphia Eagles         | V 37–17            | 6–9                | AT&T Stadium            | Recap              |
| 17                | 3 gennaio          | at New York Giants          | S 19–23            | 6–10               | MetLife Stadium         | Recap              |

Note: gli avversari della propria division sono in grassetto.

## Premi

### Premi settimanali e mensili
- Dak Prescott:

giocatore offensivo della NFC della settimana 2